# Vitesse par équipes féminine aux Jeux olympiques d'été de 2024
Cet article traite de l'épreuve féminine. Pour la compétition masculine, voir Vitesse par équipes masculine aux Jeux olympiques d'été de 2024.
Navigation
Tokyo 2020 Los Angeles 2028
La vitesse par équipes féminine, épreuve de cyclisme sur piste des Jeux olympiques d'été de 2024, a lieu le 5 août 2024 sur le Vélodrome national de Saint-Quentin-en-Yvelines.

## Médaillées
| Or                                                               | Argent                                                            | Bronze                                                          |
| Grande-Bretagne- Katy Marchant - Sophie Capewell - Emma Finucane | Nouvelle-Zélande- Rebecca Petch - Shaane Fulton - Ellesse Andrews | Allemagne- Pauline Grabosch - Emma Hinze - Lea Sophie Friedrich |

## Site de la compétition

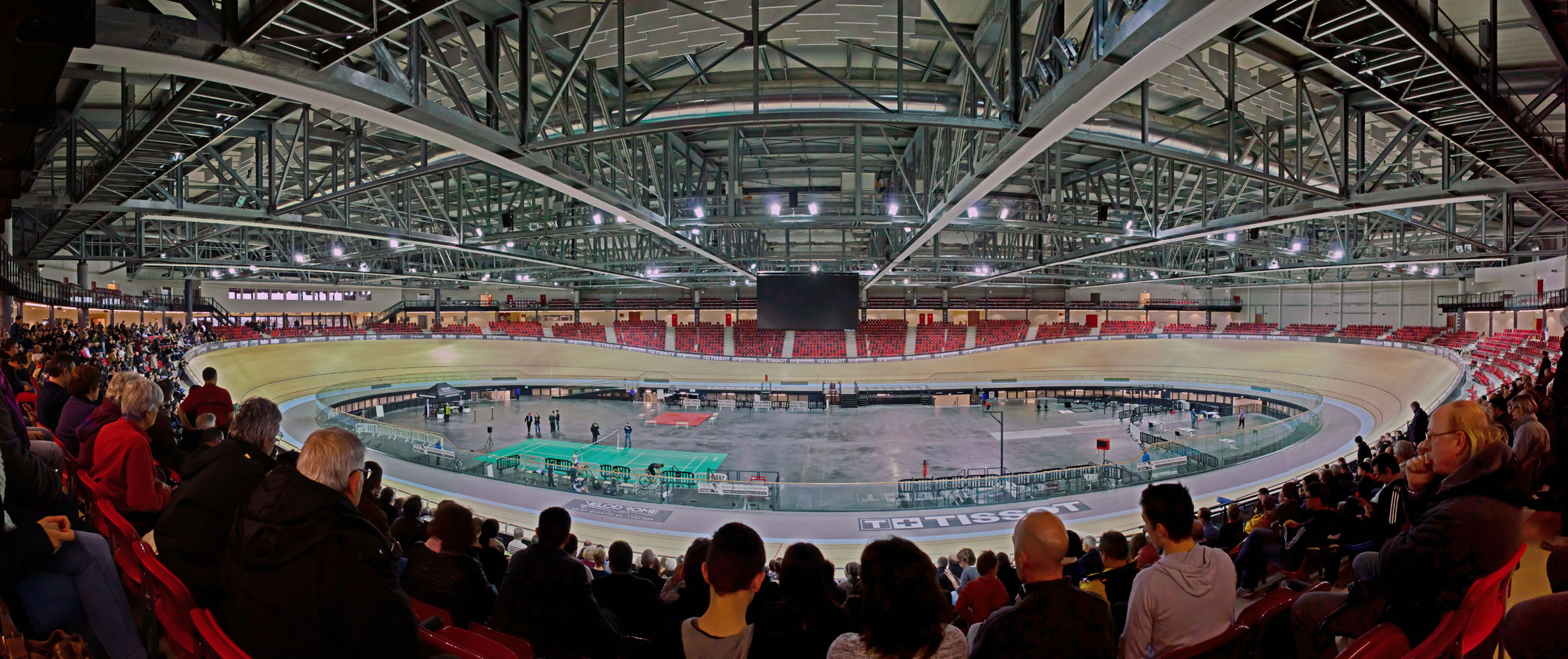
Vélodrome national en 2014.

Les épreuves de cyclisme sur piste ont lieu sur le Vélodrome national de Saint-Quentin-en-Yvelines. Contrairement à ce que son nom laisse supposer, il est situé sur la commune de Montigny-le-Bretonneux à l'ouest de Paris, à 36 km du village olympique. Il a été construit en 2011 et a une capacité de 5 000 spectateurs.

## Programme
| Date         | Horaire  | Manche         |
| ------------ | -------- | -------------- |
| Lundi 5 août | 17 h 00  | Qualifications |
| Lundi 5 août | à suivre | Premier tour   |
| Lundi 5 août | à suivre | Finales        |

## Format de la compétition
La compétition débute par un tour de qualifications qui permet de classer les équipes selon leur temps et d'attribuer les duels du premier tour selon l'ordre suivant : 1re contre 8e, 2e contre 7e, 3e contre 6e et 4e contre 5e.
Lors du premier tour, les quatre duels attribuent les places pour les finales : les deux vainqueurs les plus rapides participent à la finale pour la médaille d'or, les deux vainqueurs les plus lents s'affrontent pour le bronze et les 4 autres équipes disputent des matches de classement. 

## Résultats détaillés

### Qualifications
| Rang | Pays             | Cyclistes                                             | Résultat | Notes  |
| ---- | ---------------- | ----------------------------------------------------- | -------- | ------ |
| 1    | Grande-Bretagne  | Katy Marchant Sophie Capewell Emma Finucane           | 45 s 472 | RM, RO |
| 2    | Nouvelle-Zélande | Rebecca Petch Shaane Fulton Ellesse Andrews           | 45 s 593 |        |
| 3    | Allemagne        | Pauline Grabosch Emma Hinze Lea Sophie Friedrich      | 45 s 644 |        |
| 4    | Pays-Bas         | Kyra Lamberink Hetty van de Wouw Steffie van der Peet | 46 s 086 |        |
| 5    | Chine            | Guo Yufang Bao Shanju Yuan Liying                     | 46 s 458 |        |
| 6    | Mexique          | Jessica Salazar Yuli Verdugo Daniela Gaxiola          | 46 s 587 |        |
| 7    | Pologne          | Marlena Karwacka Urszula Łoś Nikola Sibiak            | 47 s 284 |        |
| 8    | Canada           | Sarah Orban Lauriane Genest Kelsey Mitchell           | 47 s 578 |        |

### Premier tour
Les vainqueurs des quatre duels se qualifient pour les finales qui attribuent les médailles : les deux plus rapides disputent les médailles d'or et d'argent (FA), et les deux vainqueurs les plus lents s'affrontent pour le bronze (FB). 
| Rang | Série | Pays             | Cyclistes                                             | Résultat | Notes      |
| ---- | ----- | ---------------- | ----------------------------------------------------- | -------- | ---------- |
| 1    | 4     | Grande-Bretagne  | Katy Marchant Sophie Capewell Emma Finucane           | 45 s 338 | FA, RM, RO |
| 2    | 3     | Nouvelle-Zélande | Rebecca Petch Shaane Fulton Ellesse Andrews           | 45 s 348 | FA         |
| 3    | 2     | Allemagne        | Pauline Grabosch Emma Hinze Lea Sophie Friedrich      | 45 s 377 | FB         |
| 4    | 1     | Pays-Bas         | Kyra Lamberink Hetty van de Wouw Steffie van der Peet | 45 s 798 | FB         |
| 5    | 2     | Mexique          | Jessica Salazar Yuli Verdugo Daniela Gaxiola          | 46 s 198 |            |
| 6    | 1     | Chine            | Guo Yufang Bao Shanju Yuan Liying                     | 46 s 362 |            |
| 7    | 4     | Canada           | Sarah Orban Lauriane Genest Kelsey Mitchell           | 46 s 816 |            |
| 8    | 3     | Pologne          | Marlena Karwacka Urszula Łoś Nikola Sibiak            | 47 s 022 |            |

### Finales
| Rang                               | Pays             | Cyclistes                                   | Résultat | Notes  |
| ---------------------------------- | ---------------- | ------------------------------------------- | -------- | ------ |
| Médaille d'or, Jeux olympiques     | Grande-Bretagne  | Katy Marchant Sophie Capewell Emma Finucane | 45 s 186 | RM, RO |
| Médaille d'argent, Jeux olympiques | Nouvelle-Zélande | Rebecca Petch Shaane Fulton Ellesse Andrews | 45 s 659 |        |

| Rang                                | Pays      | Cyclistes                                             | Résultat | Notes |
| ----------------------------------- | --------- | ----------------------------------------------------- | -------- | ----- |
| Médaille de bronze, Jeux olympiques | Allemagne | Pauline Grabosch Emma Hinze Lea Sophie Friedrich      | 45 s 400 |       |
| 4                                   | Pays-Bas  | Kyra Lamberink Hetty van de Wouw Steffie van der Peet | 45 s 690 |       |

| Rang | Pays    | Cyclistes                                    | Résultat | Notes |
| ---- | ------- | -------------------------------------------- | -------- | ----- |
| 5    | Mexique | Jessica Salazar Yuli Verdugo Daniela Gaxiola | 46 s 251 |       |
| 6    | Chine   | Guo Yufang Bao Shanju Yuan Liying            | 46 s 572 |       |

| Rang | Pays    | Cyclistes                                   | Résultat | Notes |
| ---- | ------- | ------------------------------------------- | -------- | ----- |
| 7    | Pologne | Marlena Karwacka Urszula Łoś Nikola Sibiak  | 47 s 175 |       |
| 8    | Canada  | Sarah Orban Lauriane Genest Kelsey Mitchell | 47 s 631 |       |